# Tröskpotten
Tröskpotten är en sjö i Kalix kommun i Norrbotten och ingår i Kalixälvens huvudavrinningsområde. Sjön har en area på 0,0904 kvadratkilometer och ligger 45 meter över havet.

## Delavrinningsområde
Tröskpotten ingår i det delavrinningsområde (732974-183184) som SMHI kallar för Mynnar i Kalixälvens vattendragsyta. Medelhöjden är 39 meter över havet och ytan är 19,4 kvadratkilometer. Räknas de 6 avrinningsområdena uppströms in blir den ackumulerade arean 53,93 kvadratkilometer. Flasabäcken som avvattnar avrinningsområdet har biflödesordning 2, vilket innebär att vattnet flödar genom totalt 2 vattendrag innan det når havet efter 9,7 kilometer. Avrinningsområdet består mestadels av skog (75 procent). Avrinningsområdet har 0,63 kvadratkilometer vattenytor vilket ger det en sjöprocent på 3,2 procent.